# Antoni Maria Portalupi

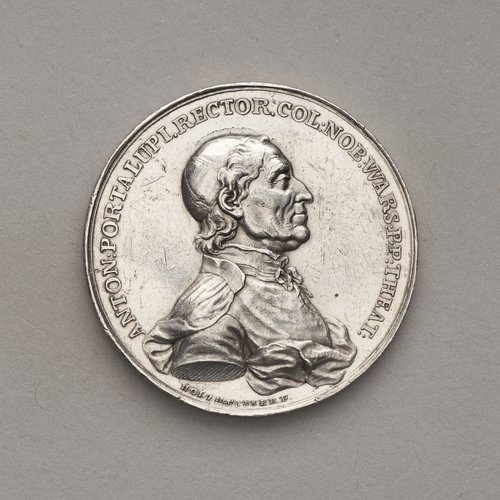
Antoni Portalupi na medalu autorstwa J.P. Holzhaeussera z 1774 r.

Antoni Maria Portalupi (ur. 1713, zm. 1791) – teatyn, z pochodzenia Włoch, jeden z pierwszych w Polsce krzewicieli filozofii recentiorum, spowiednik króla Polski Stanisława Augusta Poniatowskiego.

## Życiorys
Osiadł w Warszawie w r. 1740. Jako wykładowca w kolegium teatynów zerwał definitywnie z filozofią scholastyczną, rozpowszechniał natomiast przede wszystkim poglądy filozoficzne Christiana Wolffa. Był też nauczycielem króla Stanisława Augusta Poniatowskiego, który w 1764  wybrał go na swojego spowiednika.